# Мумий Фаустиан
Мумий Фаустиан (на латински: Mummius Faustianus) е политик и сенатор на Римската империя през 3 век. Произлиза от фамилията Мумии.
През 262 г. той е консул заедно с император Галиен.